# Trawniki
Trawniki [travˈniki] ist ein Dorf im Powiat Świdnicki der Woiwodschaft Lublin in Polen. Es ist Sitz der gleichnamigen Landgemeinde.

## Geografie
Trawniki liegt ca. 32 km südöstlich von Lublin in der Dorohucza-Niederung am Fluss Wieprz und dem Zusammenfluss mit der Gielczew.

## Geschichte
Die erste Erwähnung des Ortes stammt aus dem Jahr 1437. Im fünfzehnten Jahrhundert trug der Ort unterschiedliche Namen, u. a. Trawnik (1437), Trawniky (1447–1496), Strawnyk (1451) und Sztrawnyk (1468). 1437 war Trawniki bereits ein gut entwickelter Ort, so dass davon ausgegangen wird, dass der Ort seit Mitte des vierzehnten Jahrhunderts bestand und zur Pfarrei Czemierniki in der Diözese Krakau gehörte. Im Laufe der Jahrhunderte wechselte der Ort mehrfach den Besitzer. 1889 wurde im Ort eine Zuckerfabrik errichtet, 1932 begann der Umbau zu einer Textilfabrik; dieser war 1939 fast abgeschlossen. Ihre Besitzer flohen mit Ausbruch des Krieges. Auf dem Gelände entstand 1941 das Zwangsarbeitslager Trawniki. Im Oktober 1943 wurde das Zwangsarbeitslager aufgelöst und die rund 6000 Insassen erschossen.
Von 1954 bis 1972 war der Ort Sitz der Gromada Trawniki. 1954 wurde ein Großgetreidespeicher in Betrieb genommen. In den 1960er Jahren wurde das Schloss abgerissen.
Von 1975 bis 1998 gehörte Trawniki zur Woiwodschaft Lublin.

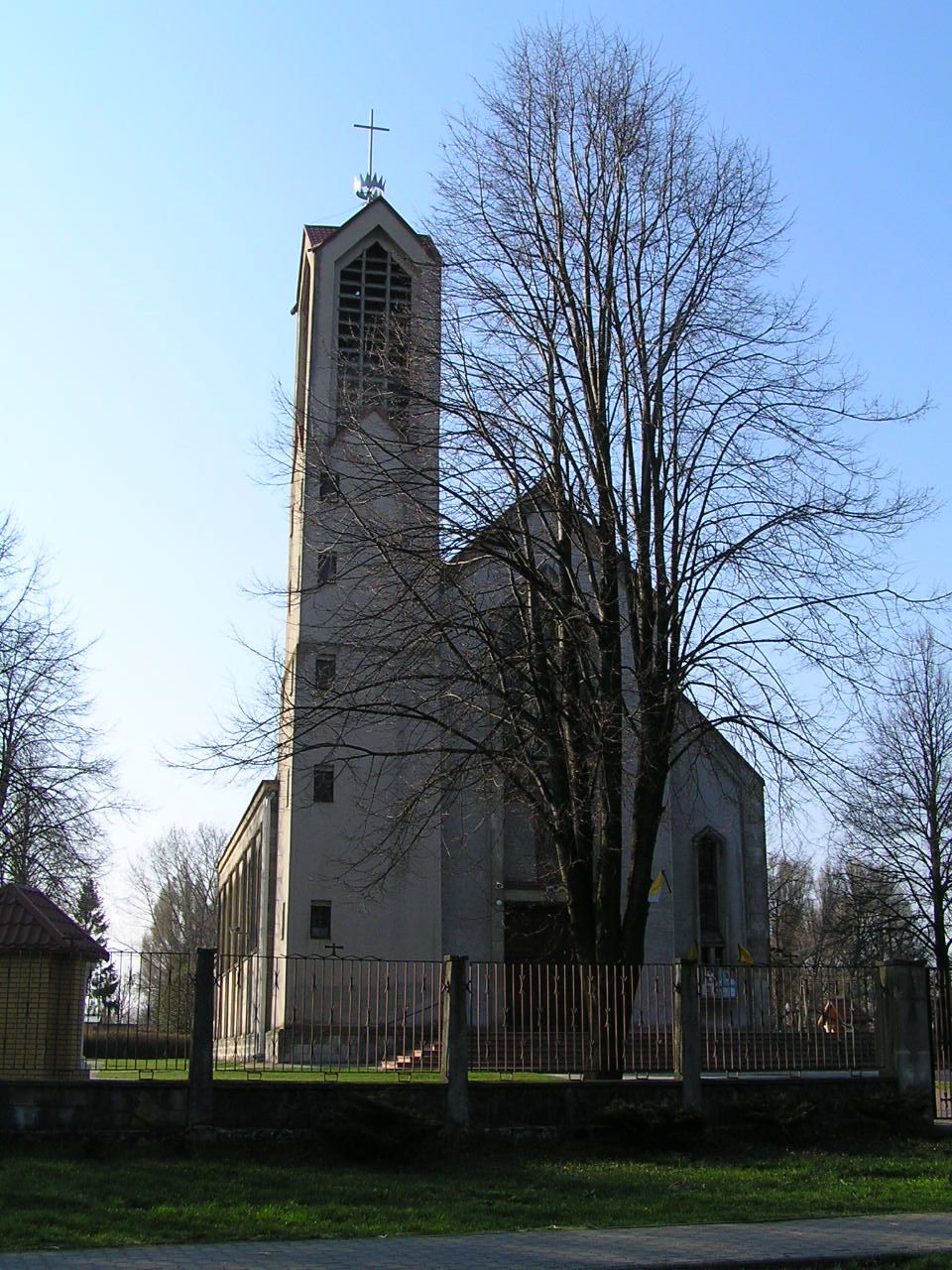
Die Kirche

## Gemeinde
Die Landgemeinde erstreckt sich über eine Fläche von 84,16 km² und hat mehr als 9000 Einwohner.